# ベストセラーズ
株式会社ベストセラーズ（KKベストセラーズ、英: BESTSELLERS CO., LTD.）は、日本の出版社。
河出書房新社の子会社「河出ベストセラーズ」として岩瀬順三が1967年に設立。1968年7月、河出書房新社から完全独立して社名を「株式会社ベストセラーズ」に変更。
1986年12月3日に「株式会社ベストセラーズ（二代目法人）」を設立。
2024年8月26日に、株式会社ベストセラーズがKKテクノロジーズ株式会社に社名変更を行い、新たに「株式会社ベストセラーズ（三代目法人）」を設立した。

## 概説
ワニのイラストがシンボルマークの中堅出版社。「ワニの本」の愛称で知られる。1970年代には藤田田著『ユダヤの商法』、奈良林祥著『HOW TO SEX』がミリオンセラーになった。
1980年代にはツービート『ツービートのわッ毒ガスだ―ただ今、バカウケの本』（1980年）や江本孟紀『プロ野球を10倍楽しく見る方法』（1982年）など、大ヒット作を刊行。これらのタレント本は創業者であり野坂昭如の盟友だった編集者・岩瀬がゴーストライターを起用したことで生み出されたものだった。
岩瀬死去後、岩瀬夫人（当時会長）から株を取得した栗原幹夫が1989年に社長に就任して以降は、占い師・細木数子の『六星占術　あなたの運命シリーズ』、桐生操『本当は恐ろしいグリム童話』、曽野綾子『老いの才覚』といったベストセラーの単行本が刊行されている。またヘアヌード全盛の1990年代後半から2000年代初頭までは『ザ・ベストMAGAZINE』および『ザ・ベストMAGAZINE Special』などのアダルト雑誌が主力になっていた。また、KKベストセラーズ最大のヒット本である細木数子の『六星占術　あなたの運命シリーズ』は、2012年に「占い本世界一」としてギネス認定され、2017年8月に発売された平成30年版までの累計が1億部を突破した。そのほか、村上龍著『すべての男は消耗品であるvol.1～8』、豪華写真集『日本海軍全艦艇史』『カミカゼ』など話題となる作品を出版。近年では長友佑都著『長友佑都　体幹トレーニング20』がベストセラーになっている。
2009年2月に栗原幹夫の長男栗原慎典・財務経理課長を常務取締役に据えた。2012年には栗原幹夫社長が会長となり、菅原茂・副社長が新社長となるも、2014年12月には新たに栗原幹夫の次男栗原武夫が社長となった。栗原幹夫は会長になったとはいえ一線を退いたわけではなく、会社のオーナーとして引き続き経営のトップにあった。しかし、2015年前後から栗原幹夫によるパワーハラスメントなどが伝えられるようになり、東京管理職ユニオンのベストセラーズ支部を結成し、労使関係が急激に悪化したものと考えられる。
『長友佑都体幹トレーニング20』が63万部を突破。中高生に大人気の、恋愛ポエムを綴った0号室シリーズが累計17万部を突破するなど、ベストセラーを連発していたが、2018年1月31日をもって栗原幹夫会長・栗原武夫社長・栗原慎典常務取締役以下全役員が退任。同年1月31日、新たに公認会計士の塚原浩和が代表取締役社長、税理士の望月大嗣が取締役に就任し、同年3月1日、桔梗正裕が取締役、同年4月5日、勘坂剛正が取締役に就任している。
投資ファンドによる買収後、看板シリーズの一つである細木数子の『六星占術』シリーズの打ち切り（飛鳥新社へ移籍）が決まるなど、経営面での問題も指摘されており、2018年6月末、従業員の半数の希望退職を実施し、東京都豊島区南大塚2丁目の本社ビルを売却、2018年10月1日付けで、本社を東京都豊島区西池袋5丁目26番19号陸王西池袋ビル4Fへ移転した。当初、廃業という噂も囁かれていたが、『メンズジョーカー（Men's JOKER）』の休刊などを行いつつも依然として出版を続けており、『ユダヤの商法』などの古典タイトルの復刊などをしている。
当初問題となっていた東京管理職ユニオンとの労使問題については、2019年11月現在、東京管理職ユニオンのホームページ上でベストセラーズ支部が掲載されていないため、どこかの時点で支部解散がなされたものと考えられる。
なお、投資ファンドの買収主体とされた株式会社ベストセラーズ・ホールディングスについては、登記簿謄本上、2018年7月31日、代表取締役が塚原浩和から桔梗正裕へ変更され、2019年3月29日、塚原浩和、望月大嗣の両名が退任し、2019年6月7日、武内正樹が代表清算人に就任し、2019年9月27日付けで株式会社ベストセラーズ・ホールディングスが清算しているため、2019年4月5日、投資ファンドから現在の経営陣へ株式の譲渡がなされたものと考えられ、2019年4月5日、小川真輔が代表取締役、熊野昌次郎が取締役に就任している。
その後、2019年6月30日、塚原浩和が代表取締役を退任、2019年7月1日、米原悠が取締役に就任、2019年8月31日、税理士の望月大嗣が取締役を退任しているが、望月大嗣については、2019年10月21日に退任登記の抹消により回復がなされ取締役に再就任しており、また、2019年10月1日、株式会社OLIVE SPA Holdingsの代表取締役であった浦井大一が代表取締役に就任し、小川真輔と浦井大一両名が代表取締役となっている。
2020年10月、本社を東京都文京区音羽1丁目15番15号シティ音羽2階へ移転。

## 刊行物

### かつて発行していた雑誌
- Wolf Ash
- street Jack
- Ride（2002年5月 - 2003年11月 以後休刊）
- REINA
- CIRCUS
- メンズキッチン
- Kauzo!
- Sakuragumi 〜さくらぐみ〜
- ザ・ベストMAGAZINE
- ザ・ベストMAGAZINE Special
- ザ・ベスト magazine Special. CD-ROM
- ザ・ベストMAGAZINE ORIGINAL
- ザ・ベストMAGAZINE GOLD
- ザ・ベストmagazine premium
- SUPER BEST
- More paw（1994年 - 2001年9月 以後休刊）
- おとなの特選街（1985年5月 - 2008年8/9月 以降廃刊）
- Shark
- The spark girls
- MeruFre! magazine BOMBER
- Men's JOKER
- DOPE
- フェーヴ（1993年8月 - 1995年5月 以降廃刊）
- B.B.gals
- TVアイドルマガジン（1995月12月 - 1997年）
- 漫画ベストセラー
- 漫画快楽号
- CIRCUS MAX（奇数月10日発売）
- 腕時計王
- 競馬最強の法則（1991年 - 2019年）
- 歴史人（2010年9月 - 2021年）※2021年にABCアーク（朝日放送テレビの子会社）へ事業譲渡[8]
- 一個人（2020年9月 - 2022年）※2022年に株式会社一個人出版へ事業譲渡

### 書籍
- ベスト新書
- ワニ文庫
- ワニの豆本 - B7サイズの小型本シリーズ。若者向けサブカルチャーをメインとした内容。谷村新司や笑福亭鶴光のラジオ番組を書籍化したものが人気を博した。
- ワニのピア文庫